# Proasellus vandeli
Proasellus vandeli is een pissebed uit de familie Asellidae. De wetenschappelijke naam van de soort is voor het eerst geldig gepubliceerd in 1969 door Magniez & Henry.